# John Cooper (Musiker)

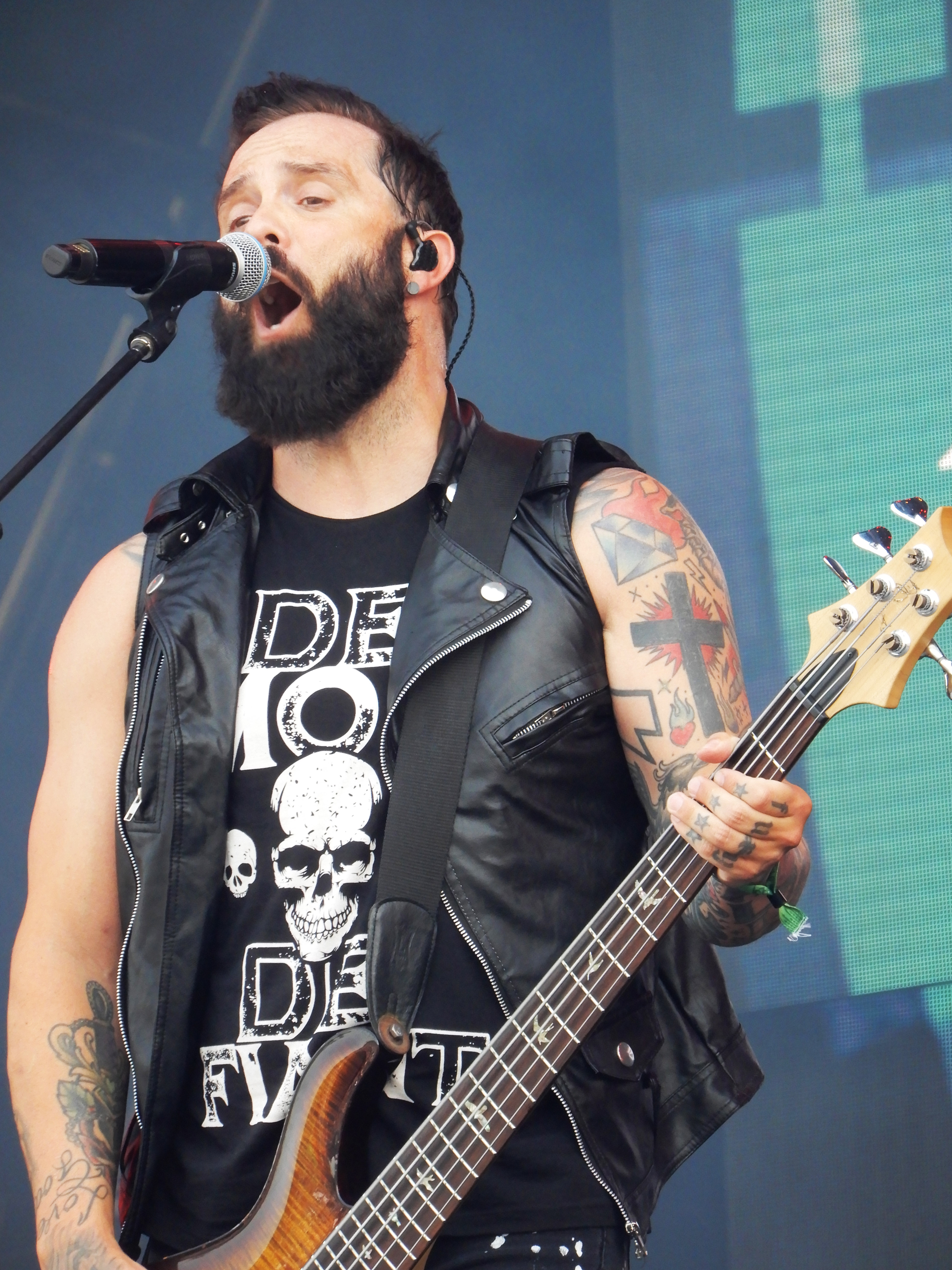
Cooper auf dem Hellfest 2022

John Landrum Cooper (* 7. April 1975 in Memphis, Tennessee) ist US-amerikanischer Sänger und Bassist. Internationale Bekanntheit erreichte er als Frontmann der Rockband Skillet.

## Biografie
Cooper gründete 1996 gemeinsam mit Ken Steorts die Band Skillet, die im selben Jahr noch ihr Debütalbum Skillet veröffentlichten.
Cooper ist mit Korey Cooper verheiratet, die bei Skillet Keyboard, Rhythmus-Gitarre und Bass spielt. Das Paar hat eine Tochter und einen Sohn.
Cooper startete mit Fight the Fury im September 2018 ein Nebenprojekt, das bereits am 26. Oktober 2018 die EP Still Breathing veröffentlichte. Cooper kommentierte das Nebenprojekt als eine Seite, die er bei Skillet nicht zeigen kann.

## Diskografie
mit Skillet
| Jahr | Titel                     | Höchstplatzierung, Gesamtwochen, AuszeichnungChartplatzierungen (Jahr, Titel, Platzierungen, Wochen, Auszeichnungen, Anmerkungen) | Höchstplatzierung, Gesamtwochen, AuszeichnungChartplatzierungen (Jahr, Titel, Platzierungen, Wochen, Auszeichnungen, Anmerkungen) | Höchstplatzierung, Gesamtwochen, AuszeichnungChartplatzierungen (Jahr, Titel, Platzierungen, Wochen, Auszeichnungen, Anmerkungen) | Höchstplatzierung, Gesamtwochen, AuszeichnungChartplatzierungen (Jahr, Titel, Platzierungen, Wochen, Auszeichnungen, Anmerkungen) | Höchstplatzierung, Gesamtwochen, AuszeichnungChartplatzierungen (Jahr, Titel, Platzierungen, Wochen, Auszeichnungen, Anmerkungen) | Höchstplatzierung, Gesamtwochen, AuszeichnungChartplatzierungen (Jahr, Titel, Platzierungen, Wochen, Auszeichnungen, Anmerkungen) | Höchstplatzierung, Gesamtwochen, AuszeichnungChartplatzierungen (Jahr, Titel, Platzierungen, Wochen, Auszeichnungen, Anmerkungen) | Anmerkungen                                                                                              |
| Jahr | Titel                     | DE | AT | CH | UK | US | Christ | Rock | Anmerkungen                                                                                              |
| ---- | ------------------------- | --- | --- | --- | --- | --- | --- | --- | --- |
| 1996 | Skillet                   | — | — | — | — | — | — | — | Erstveröffentlichung: 29. Oktober 1996                                                                   |
| 1998 | Hey You, I Love Your Soul | — | — | — | — | — | Christ25 (3 Wo.)Christ | — | Erstveröffentlichung: 21. April 1998                                                                     |
| 2000 | Invincible                | — | — | — | — | — | Christ13 (4 Wo.)Christ | — | Erstveröffentlichung: 1. Februar 2000                                                                    |
| 2001 | Alien Youth               | — | — | — | — | US141 (1 Wo.)US | Christ4 (7 Wo.)Christ | — | Erstveröffentlichung: 28. August 2001                                                                    |
| 2003 | Collide                   | — | — | — | — | US179 (1 Wo.)US | Christ9 (18 Wo.)Christ | — | Erstveröffentlichung: 18. November 2003                                                                  |
| 2006 | Comatose                  | — | — | — | — | US55 Platin · (21 Wo.)US | Christ4 (207 Wo.)Christ | Rock19 (1 Wo.)Rock | Erstveröffentlichung: 3. Oktober 2006 Verkäufe: + 1.000.000                                              |
| 2009 | Awake                     | — | — | — | — | US2 ×2Doppelplatin · (144 Wo.)US                                                                                                  | Christ1 (… Wo.)Christ | Rock2 (138 Wo.)Rock | Erstveröffentlichung: 25. August 2009 Verkäufe: + 2.017.500                                              |
| 2013 | Rise                      | DE94 (1 Wo.)DE | — | CH60 (1 Wo.)CH | — | US4 Gold · (37 Wo.)US | Christ1 (137 Wo.)Christ | Rock1 (39 Wo.)Rock | Erstveröffentlichung: 25. Juni 2013 Verkäufe: + 500.000                                                  |
| 2016 | Unleashed                 | DE11 (3 Wo.)DE | AT14 (4 Wo.)AT | CH9 (3 Wo.)CH | UK45 (1 Wo.)UK | US3 Gold · (20 Wo.)US | Christ1 (423 Wo.)Christ | Rock2 (26 Wo.)Rock | Erstveröffentlichung: 5. August 2016 Neuauflage: 17 November 2017 (Unleashed Beyond) Verkäufe: + 500.000 |
| 2019 | Victorious                | DE17 (2 Wo.)DE | AT20 (2 Wo.)AT | CH10 (3 Wo.)CH | UK84 (1 Wo.)UK | US17 (3 Wo.)US | Christ1 (104 Wo.)Christ | Rock3 (3 Wo.)Rock | Erstveröffentlichung: 2. August 2019                                                                     |
| 2022 | Dominion                  | DE36 (1 Wo.)DE | AT59 (1 Wo.)AT | CH18 (1 Wo.)CH | — | US38 (1 Wo.)US | Christ2 (18 Wo.)Christ | Rock4 (1 Wo.)Rock | Erstveröffentlichung: 14. Januar 2022                                                                    |
| 2024 | Revolution                | — | — | CH72 (1 Wo.)CH | — | US100 (… Wo.)US | Christ1 (3 Wo.)Christ | Rock14 (… Wo.)Rock | Erstveröffentlichung: 1. November 2024                                                                   |

grau schraffiert: keine Chartdaten aus diesem Jahr verfügbar
Weitere Beiträge
- 2018: Still Breathing (EP) mit Fight the Fury
- 2018: Warrior zusammen mit Jen Ledger